# Vivid (平野綾のアルバム)
『vivid』（ヴィヴィッド）は、平野綾の3枚目のオリジナルアルバム。2014年2月19日にユニバーサルシグマから発売。

## 概要
前作FRAGMENTSからは1年半、オリジナルアルバムとしてはスピード☆スター以来4年3ヶ月ぶりのリリースとなった。ファンの要望が多かったロックを中心にジャズアレンジやボサノヴァといった曲構成となっている。

## 初回盤
初回限定盤には2013年末に開催されたライブ「Aya Hirano Special LIVE 2013 -Promise-」の映像と、今回のジャケット撮影のメイキングを収録したDVDが付属される。

## 収録曲
1. vivid ～inst～ [0:50]
作曲・編曲：DJ cool-k
2. Let's Go! [3:12]
作詞・作曲・編曲：小林光一
3. Up To Date [3:22]
作詞：小林光一・ベクトルユーゴ、作曲・編曲：小林光一
4. Promise [4:16] 
作詞：藤林聖子、作曲・編曲：Ryosuke “Dr.R” Sakai
映画『キタキツネ物語【35周年リニューアル版】』挿入歌
5. TOxxxIC [3:59]
作詞：藤林聖子、作曲：Steve Diamond、David Glass、編曲：八王子P
6. ダブル [4:06]
作詞：上田起士、作曲・編曲：Pan Pacific Fiction
7. のんびりしましょ [4:12]
作詞：平野綾、作曲・編曲：Pan Pacific Fiction
8. Logic Girl [3:27]
作詞：藤林聖子、作曲・編曲：Ryosuke “Dr.R” Sakai
9. 星屑ガランドウ [4:27]
作詞：作曲・編曲：すずむP
Xbox 360『怒首領蜂最大往生』オープニング主題歌
10. Keep On Runnin' [3:45]
作詞：上田起士、作曲・編曲：Pan Pacific Fiction
11. もっともっと [3:57]
作詞：上田起士、作曲・編曲：Pan Pacific Fiction
12. 光の果てに [5:42]
作詞：YUUMI、作曲：藤谷一郎、編曲：藤谷一郎、村田泰子

## 特典DVD収録曲
Aya Hirano Special LIVE 2013 -Promise- Premium Selection
- 2013年12月14日、赤坂BLITZで開催されたライブを収録。

1. TOxxxIC ～ スターゲイズ・ラブ
2. DIFFUSION ～ FRAGMENTS
3. 無防備なリフレイン
4. Sunday ～ BRIGHT SCORE
5. LOOP ～ たからもの ～ Up To Date ～ LOOP
6. PizzzzzzzA!!!!!!!
7. Promise
8. 星のカケラ
9. LOVE★GUN
10. MonStAR
11. 光の果てに
12. 星屑ガランドウ
13. stereotype
14. Super Driver

Aya Hirano × fantasista utamaro "vivid" JacketShoot Making
- アルバムジャケット撮影のメイキングを収録。